# Gran Premio del Canada 2012
Il Gran Premio del Canada 2012 è stata la settima prova della stagione 2012 del campionato mondiale di Formula 1. Si è disputata domenica 10 giugno 2012 sul circuito di Montréal. La gara è stata vinta da Lewis Hamilton su McLaren-Mercedes, al suo diciottesimo successo in carriera. Hamilton ha preceduto sul traguardo  Romain Grosjean su Lotus-Renault e Sergio Pérez su Sauber-Ferrari.

## Vigilia

### Proteste contro il Gran Premio
A seguito delle proteste studentesche contro la tenuta del Gran Premio, gli organizzatori decido di cancellare il walkabout, evento fissato al giovedì prima del Gran Premio, che consentiva ai tifosi di frequentare liberamente la zona dei box. Le proteste vedono nel Gran Premio un simbolo del capitalismo, mentre la Coalition Large de l'Association pour une Solidarité Syndicale Étudiante (CLASSE) ha definito la Formula 1 come un evento sessista, anti-ambientalista, elitista ed economico che andrebbe abolito. Dopo l'attacco al sito della Formula 1 in protesta contro la tenuta del Gran Premio del Bahrain, il gruppo Anonymous ha minacciato analoghe azioni in protesta contro la gara canadese, parte della cosiddetta "Operation Quebec", promettendo anche azioni che potessero impedire alla tenuta dell'evento, o la stessa presenza di tifosi in città.

### Aspetti tecnici
La Pirelli, fornitore unico degli pneumatici, annuncia per questo gran premio coperture di tipo morbido e super-morbido.
La FIA decide di individuare una sola zona per l'utilizzo del DRS in gara. La zona è stabilita a 600 metri dalla chicane prima della linea d'arrivo, quindi 50 metri in meno rispetto all'edizione 2011. Viene abolita, sempre rispetto all'edizione dell'anno precedente, la seconda zona di attivazione, che era posta sul rettilineo di partenza.
La federazione decide anche di rivedere la sua interpretazione in merito alla presenza di fori nel retrotreno della Red Bull RB8. La soluzione adottata sulla vettura austriaca era stata contestata nel Gran Premio di Monte Carlo, senza però che dichiarasse ciò illegale. Prima del Gran Premio canadese la federazione ha ribaltato la prima affermazione, stabilendo che il dispositivo non potrà più essere utilizzato. L'impatto di tale divieto viene però minimizzato dai responsabili della Red Bull Racing.

### Aspetti sportivi
L'ex pilota di Formula 1, il britannico Martin Donnelly, è nominato quale commissario aggiunto per il Gran Premio.

## Prove

### Resoconto
Nella prima sessione del venerdì il miglior tempo è segnato da Lewis Hamilton su McLaren-Mercedes. Il britannico ha ottenuto il tempo montando gomme soft, mentre Sebastian Vettel, autore del secondo tempo, ha ottenuto il crono montando le super-soft. Heikki Kovalainen è uscito di pista alla curva 8, distruggendo la parte anteriore della sua Caterham, mentre Vettel e Bruno Senna hanno sfiorato l'incidente. Per aver ostacolato il brasiliano, Vettel subisce una nota di biasimo dai commissari di gara.
Hamilton ha ottenuto il tempo migliore anche nella seconda sessione, precedendo in questa circostanza le due Ferrari. In questa sessione il britannico ha utilizzato anche gomme super-soft. Bruno Senna ha impattato contro il Muro dei Campioni, posto poco prima del traguardo. Per l'olio perso dalla vettura i commissari hanno esposto la bandiera rossa che ha interrotto la sessione.
Nella sessione del sabato il migliore è Sebastian Vettel. Il pilota tedesco è stato più rapido sia quando tutti montavano gomme soft, sia quando, negli ultimi minuti, i piloti hanno testato le super-soft. C'è molto equilibrio tra i tempi con i primi quindici in poco più di otto decimi. Nico Rosberg e Jean-Éric Vergne non hanno fatto segnare tempi: il primo per un guasto alla frizione, il secondo per un incidente nel corso del primo tentativo.

### Risultati
Nella prima sessione del venerdì si è avuta questa situazione:
| Pos | Nº | Pilota           | Costruttore             | Tempo    | Gap    | Giri |
| --- | -- | ---------------- | ----------------------- | -------- | ------ | ---- |
| 1   | 4  | Lewis Hamilton   | McLaren-Mercedes        | 1'15"564 |        | 30   |
| 2   | 1  | Sebastian Vettel | Red Bull Racing-Renault | 1'15"682 | +0"118 | 29   |
| 3   | 8  | Nico Rosberg     | Mercedes                | 1'15"782 | +0"218 | 30   |

Nella seconda sessione del venerdì si è avuta questa situazione:
| Pos | Nº | Pilota          | Costruttore      | Tempo    | Gap    | Giri |
| --- | -- | --------------- | ---------------- | -------- | ------ | ---- |
| 1   | 4  | Lewis Hamilton  | McLaren-Mercedes | 1'15"259 |        | 43   |
| 2   | 5  | Fernando Alonso | Ferrari          | 1'15"313 | +0"054 | 34   |
| 3   | 6  | Felipe Massa    | Ferrari          | 1'15"410 | +0"151 | 39   |

Nella sessione del sabato mattina si è avuta questa situazione:
| Pos | Nº | Pilota           | Costruttore             | Tempo    | Gap    | Giri |
| --- | -- | ---------------- | ----------------------- | -------- | ------ | ---- |
| 1   | 1  | Sebastian Vettel | Red Bull Racing-Renault | 1'14"442 |        | 22   |
| 2   | 5  | Fernando Alonso  | Ferrari                 | 1'14"448 | +0"006 | 17   |
| 3   | 4  | Lewis Hamilton   | McLaren-Mercedes        | 1'14"712 | +0"270 | 19   |

## Qualifiche

### Resoconto
In Q1, visto il grande equilibrio nei tempi, quasi tutti optano subito per le gomme super-soft. In testa si pone Sergio Pérez, battuto poi da Fernando Alonso. Si conferma la grande vicinanza nelle prestazioni, con quattordici piloti in un secondo. A cinque minuti del termine Vettel completa il suo primo tentativo e conquista il tempo migliore. Paul di Resta e Jenson Button risalgono nelle prime posizioni negli ultimi istanti della sessione. Sono eliminate le due Caterham, le due Marussia, le due HRT e Jean-Éric Vergne.
Nella seconda parte va in testa prima Nico Rosberg, battuto in seguito da Lewis Hamilton; l'altro pilota della McLaren Jenson Button rovina invece un treno di gomme super-soft. La testa della sessione è presa poi da Sebastian Vettel. Le Ferrari, che avevano optato per le soft, sono costrette nella parte finale della sessione a montare l'altra mescola, al fine di essere qualificate per la fase decisiva. Pastor Maldonado rovina il suo ultimo tentativo finendo contro il muro all'ultima chicane. Oltre a lui risultano eliminati Bruno Senna, i due della Sauber, Daniel Ricciardo, Kimi Räikkönen e Nico Hülkenberg.
Nella fase finale Sebastian Vettel si porta al comando della sessione, davanti a Lewis Hamilton. Nell'ultimo tentativo Vettel abbassa ancora il suo tempo, che non viene battuto da nessun altro pilota. Per il tedesco è la pole numero trentadue nel mondiale.

### Risultati
Nella sessione di qualifica si è avuta questa situazione:
| Pos                         | Nº | Pilota             | Costruttore             | Q1       | Q2       | Q3       | Griglia |
| --------------------------- | -- | ------------------ | ----------------------- | -------- | -------- | -------- | ------- |
| 1                           | 1  | Sebastian Vettel   | Red Bull Racing-Renault | 1'14"661 | 1'14"187 | 1'13"784 | 1       |
| 2                           | 4  | Lewis Hamilton     | McLaren-Mercedes        | 1'14"891 | 1'14"371 | 1'14"087 | 2       |
| 3                           | 5  | Fernando Alonso    | Ferrari                 | 1'14"916 | 1'14"314 | 1'14"151 | 3       |
| 4                           | 2  | Mark Webber        | Red Bull Racing-Renault | 1'14"956 | 1'14"479 | 1'14"346 | 4       |
| 5                           | 8  | Nico Rosberg       | Mercedes                | 1'15"098 | 1'14"568 | 1'14"411 | 5       |
| 6                           | 6  | Felipe Massa       | Ferrari                 | 1'15"194 | 1'14"641 | 1'14"465 | 6       |
| 7                           | 10 | Romain Grosjean    | Lotus-Renault           | 1'15"163 | 1'14"627 | 1'14"645 | 7       |
| 8                           | 11 | Paul di Resta      | Force India-Mercedes    | 1'15"019 | 1'14"639 | 1'14"705 | 8       |
| 9                           | 7  | Michael Schumacher | Mercedes                | 1'14"892 | 1'14"480 | 1'14"812 | 9       |
| 10                          | 3  | Jenson Button      | McLaren-Mercedes        | 1'14"799 | 1'14"680 | 1'15"182 | 10      |
| 11                          | 14 | Kamui Kobayashi    | Sauber-Ferrari          | 1'15"101 | 1'14"688 | N.D.     | 11      |
| 12                          | 9  | Kimi Räikkönen     | Lotus-Renault           | 1'14"995 | 1'14"734 | N.D.     | 12      |
| 13                          | 12 | Nico Hülkenberg    | Force India-Mercedes    | 1'15"106 | 1'14"748 | N.D.     | 13      |
| 14                          | 16 | Daniel Ricciardo   | STR-Ferrari             | 1'15"552 | 1'15"078 | N.D.     | 14      |
| 15                          | 15 | Sergio Pérez       | Sauber-Ferrari          | 1'15"326 | 1'15"156 | N.D.     | 15      |
| 16                          | 19 | Bruno Senna        | Williams-Renault        | 1'14"995 | 1'15"170 | N.D.     | 16      |
| 17                          | 18 | Pastor Maldonado   | Williams-Renault        | 1'14"979 | 1'15"231 | N.D.     | 22      |
| 18                          | 20 | Heikki Kovalainen  | Caterham-Renault        | 1'16"263 | N.D.     | N.D.     | 17      |
| 19                          | 21 | Vitalij Petrov     | Caterham-Renault        | 1'16"482 | N.D.     | N.D.     | 18      |
| 20                          | 17 | Jean-Éric Vergne   | STR-Ferrari             | 1'16"602 | N.D.     | N.D.     | 19      |
| 21                          | 22 | Pedro de la Rosa   | HRT-Cosworth            | 1'17"492 | N.D.     | N.D.     | 20      |
| 22                          | 24 | Timo Glock         | Marussia-Cosworth       | 1'17"901 | N.D.     | N.D.     | 21      |
| 23                          | 25 | Charles Pic        | Marussia-Cosworth       | 1'18"255 | N.D.     | N.D.     | 23      |
| 24                          | 23 | Narain Karthikeyan | HRT-Cosworth            | 1'18"330 | N.D.     | N.D.     | 24      |
| Tempo limite 107%: 1'19"887 |    |                    |                         |          |          |          |         |

Con i tempi in grassetto sono visualizzate le migliori prestazioni in Q1, Q2 e Q3.

## Gara

### Resoconto
Al via tutti i piloti delle prime file optano per gomme super-soft, tranne Jenson Button. Il comando della gara è mantenuto da Sebastian Vettel, che conduce su Lewis Hamilton, Fernando Alonso, Mark Webber, Nico Rosberg e Felipe Massa. Rosberg, dopo aver ceduto all'australiano della Red Bull Racing, viene passato nel secondo giro da Massa e al terzo da Paul di Resta.
Al sesto giro Massa è autore di un testacoda che lo fa piombare nelle retrovie. Al quindicesimo giro Vettel, ormai attaccato da Hamilton e Alonso, va al primo cambio gomme. Il giro dopo è il turno di Hamilton, mentre Alonso attende il giro 19. Rientrando in pista Alonso riesce a stare davanti ad Hamilton e Vettel. Gli pneumatici della vettura dello spagnolo non sono ancora in temperatura, così che Hamilton ha facile gioco nel passarlo poche curve dopo. Ora la classifica vede al comando Lewis Hamilton, seguito da Fernando Alonso, Sebastian Vettel, Kimi Räikkönen, Kamui Kobayashi e Sergio Pérez: questi ultimi tre non hanno ancora cambiato gli pneumatici.
Räikkönen effettua il suo pit stop al giro 40: al rientro in pista riesce a precedere, per l'ottava piazza, Nico Rosberg, che aveva, a sua volta, da poco effettuato la sua seconda sosta. Il giro dopo però il tedesco passa il finlandese. Anche Pérez compie il suo cambio gomme e rientra ottavo, in battaglia con Rosberg e Felipe Massa. Al giro 45 Michael Schumacher sconta un problema col DRS: l'ala mobile si blocca in posizione aperta, e il pilota della Mercedes è costretto a ritirarsi.
Al quarantanovesimo giro Lewis Hamilton effettua la sua seconda sosta. Al comando va così Alonso, sempre seguito da Vettel. Hamilton è terzo, seguito da Mark Webber (che si ferma per il suo cambio gomme dopo due giri), Romain Grosjean, Felipe Massa, Nico Rosberg e Pérez. Il messicano approfitta della lotta tra Rosberg e Massa per passare il tedesco prima, e un giro dopo, anche il brasiliano.
Davanti intanto Alonso e Vettel non cambiano ancora gli pneumatici, consentendo così ad Hamilton di avvicinarsi. L'inglese della McLaren passa Sebastian Vettel al giro 62 e, due giri dopo, torna in testa passando anche Alonso. Vettel opta per un nuovo cambio gomme, che lo fa retrocedere in quinta posizione, dietro a Romain Grosjean e Sergio Pérez.
Negli ultimi giri Hamilton controlla la gara agevolmente, mentre Alonso, in crisi con le gomme, perde tre posizioni, passato da Grosjean, Pérez e lo stesso Vettel. Lewis Hamilton conquista la vittoria numero 18 nel mondiale; è il settimo pilota diverso a vincere nelle prime sette gare del mondiale.

### Risultati
I risultati del Gran Premio sono i seguenti:
| Pos | Nº | Pilota             | Costruttore             | Giri | Tempo/Ritiro   | Griglia | Punti |
| --- | -- | ------------------ | ----------------------- | ---- | -------------- | ------- | ----- |
| 1   | 4  | Lewis Hamilton     | McLaren-Mercedes        | 70   | 1h32'29"586    | 2       | 25    |
| 2   | 10 | Romain Grosjean    | Lotus-Renault           | 70   | +2"513         | 7       | 18    |
| 3   | 15 | Sergio Pérez       | Sauber-Ferrari          | 70   | +5"260         | 15      | 15    |
| 4   | 1  | Sebastian Vettel   | Red Bull Racing-Renault | 70   | +7"295         | 1       | 12    |
| 5   | 5  | Fernando Alonso    | Ferrari                 | 70   | +13"411        | 3       | 10    |
| 6   | 8  | Nico Rosberg       | Mercedes                | 70   | +13"842        | 5       | 8     |
| 7   | 2  | Mark Webber        | Red Bull Racing-Renault | 70   | +15"085        | 4       | 6     |
| 8   | 9  | Kimi Räikkönen     | Lotus-Renault           | 70   | +15"567        | 12      | 4     |
| 9   | 14 | Kamui Kobayashi    | Sauber-Ferrari          | 70   | +24"432        | 11      | 2     |
| 10  | 6  | Felipe Massa       | Ferrari                 | 70   | +25"272        | 6       | 1     |
| 11  | 11 | Paul di Resta      | Force India-Mercedes    | 70   | +37"693        | 8       |       |
| 12  | 12 | Nico Hülkenberg    | Force India-Mercedes    | 70   | +46"236        | 13      |       |
| 13  | 18 | Pastor Maldonado   | Williams-Renault        | 70   | +47"052        | 22      |       |
| 14  | 16 | Daniel Ricciardo   | STR-Ferrari             | 70   | +1'04"475      | 14      |       |
| 15  | 17 | Jean-Éric Vergne   | STR-Ferrari             | 69   | +1 giro        | 19      |       |
| 16  | 3  | Jenson Button      | McLaren-Mercedes        | 69   | +1 giro        | 10      |       |
| 17  | 19 | Bruno Senna        | Williams-Renault        | 69   | +1 giro        | 16      |       |
| 18  | 20 | Heikki Kovalainen  | Caterham-Renault        | 69   | +1 giro        | 17      |       |
| 19  | 21 | Vitalij Petrov     | Caterham-Renault        | 69   | +1 giro        | 18      |       |
| 20  | 25 | Charles Pic        | Marussia-Cosworth       | 67   | +3 giri        | 23      |       |
| Rit | 24 | Timo Glock         | Marussia-Cosworth       | 56   | Freni          | 21      |       |
| Rit | 7  | Michael Schumacher | Mercedes                | 43   | Ala posteriore | 9       |       |
| Rit | 22 | Pedro de la Rosa   | HRT-Cosworth            | 24   | Freni          | 20      |       |
| Rit | 23 | Narain Karthikeyan | HRT-Cosworth            | 22   | Freni          | 24      |       |

## Classifiche Mondiali

### Piloti
| Pos | Pilota             | Punti |
| --- | ------------------ | ----- |
| 1   | Lewis Hamilton     | 88    |
| 2   | Fernando Alonso    | 86    |
| 3   | Sebastian Vettel   | 85    |
| 4   | Mark Webber        | 79    |
| 5   | Nico Rosberg       | 67    |
| 6   | Kimi Räikkönen     | 55    |
| 7   | Romain Grosjean    | 53    |
| 8   | Jenson Button      | 45    |
| 9   | Sergio Pérez       | 37    |
| 10  | Pastor Maldonado   | 29    |
| 11  | Kamui Kobayashi    | 21    |
| 12  | Paul di Resta      | 21    |
| 13  | Bruno Senna        | 15    |
| 14  | Felipe Massa       | 11    |
| 15  | Nico Hülkenberg    | 7     |
| 16  | Jean-Éric Vergne   | 4     |
| 17  | Daniel Ricciardo   | 2     |
| 18  | Michael Schumacher | 2     |

### Costruttori
| Pos | Team                    | Punti |
| --- | ----------------------- | ----- |
| 1   | Red Bull Racing-Renault | 164   |
| 2   | McLaren-Mercedes        | 133   |
| 3   | Lotus-Renault           | 108   |
| 4   | Ferrari                 | 97    |
| 5   | Mercedes                | 69    |
| 6   | Sauber-Ferrari          | 58    |
| 7   | Williams-Renault        | 44    |
| 8   | Force India-Mercedes    | 28    |
| 9   | STR-Ferrari             | 6     |